# みんなのJAPAN MOVE
『みんなのJAPAN MOVE』は、サンテレビとBS12で放送されているトーク番組。番組ナビゲーターは橋下徹。
サンテレビは2019年10月7日より月曜 22:00 - 22:30に放送。
BS12は2019年10月8日より第1回から第4回は火曜 21:30 - 22:00、第5回から水曜 21:30 - 22:00に放送。
2025年開催の大阪・関西万博に向けて、「大阪・関西を世界都市へ」を合言葉に各界のトップランナーをスタジオに招いて議論を繰り広げる。
BS12では2020年3月25日の松田公太（起業家）の回をもって放送終了し、サンテレビでは2020年3月30日に総集編を最終回として放送し、番組終了した。

## 出演者
- 橋下徹
- 堀友理子[2]（第9回から）

## ゲスト
| 回 | 放送日 （サンテレビ） （BS12） | ゲスト                           | 備考                                                 |
| -- | ------------------------------ | -------------------------------- | ---------------------------------------------------- |
| 1  | 10月7日 10月8日                | 三浦瑠麗（国際政治学者）         | 放送日はサンテレビは月曜日、BS12は火曜日で放送開始。 |
| 2  | 10月14日 10月15日              | 三浦瑠麗（国際政治学者）         | 放送日はサンテレビは月曜日、BS12は火曜日で放送開始。 |
| 3  | 10月21日 10月22日              | 大畑大介（元ラグビー日本代表）   |                                                      |
| 4  | 10月28日 10月29日              | 大畑大介（元ラグビー日本代表）   |                                                      |
| 5  | 11月4日 11月6日                | 茂木健一郎（脳科学者）           | BS12は第5回から放送日を水曜日に変更。                |
| 6  | 11月11日 11月13日              | 茂木健一郎（脳科学者）           | BS12は第5回から放送日を水曜日に変更。                |
| 7  | 11月18日 11月20日              | 澤芳樹（心臓血管外科教授）       |                                                      |
| 8  | 11月25日 11月27日              | 澤芳樹（心臓血管外科教授）       |                                                      |
| 9  | 12月2日 12月4日                | akane（振付師）                  |                                                      |
| 10 | 12月9日 12月12日（木）         | akane（振付師）                  |                                                      |
| 11 | 12月16日 12月18日              | 小林弘幸（順天堂大学医学部教授） |                                                      |
| 12 | 12月23日 12月25日              | 小林弘幸（順天堂大学医学部教授） |                                                      |
| 13 | 12月30日 2020年1月1日          |                                  | 総集編。サンテレビは23:30から0:00までの放送。        |

| 回 | 放送日 （サンテレビ） （BS12） | ゲスト                                                                    | 備考                                                                 |
| -- | ------------------------------ | ------------------------------------------------------------------------- | -------------------------------------------------------------------- |
| 14 | 1月6日 1月8日                  | 吉村洋文（大阪府知事）                                                    | サンテレビは、茂木健一郎が出演した第5回と第6回の回をアンコール放送。 |
| 15 | 1月13日 1月15日                | 吉村洋文（大阪府知事）                                                    | サンテレビは、茂木健一郎が出演した第5回と第6回の回をアンコール放送。 |
| 16 | 1月20日 1月22日                | コシノジュンコ（ファッションデザイナー） 喜多俊之（プロダクトデザイナー） |                                                                      |
| 17 | 1月27日 1月29日                | コシノジュンコ（ファッションデザイナー） 喜多俊之（プロダクトデザイナー） |                                                                      |
| 18 | 2月3日 2月5日                  | 織作峰子（写真家） 川井郁子（ヴァイオリニスト）                           |                                                                      |
| 19 | 2月10日 2月12日                | 織作峰子（写真家） 川井郁子（ヴァイオリニスト）                           |                                                                      |

## スタッフ
- ナレーション - 森功至
- 演出 - 熊田辰男
- プロデューサー - 武藤孝則（矢動丸プロジェクト）、阿座上泰宏（スパークル）